# Daemul
Daemul (en hangul, 대물; en hanja, 大物; romanización revisada, Daemul), también conocida como The President, es una serie de televisión surcoreana transmitida por SBS, desde el 6 de octubre hasta el 23 de diciembre de 2010, basada en el manhwa homónimo de Park In Kwon, protagonizada por Go Hyun-jung, Kwon Sang Woo, Cha In Pyo y Lee Soo Kyung. Fue una de las series más vistas durante su periodo de emisión, liderando la audiencia en su país de origen por once semanas consecutivas.

## Sinopsis
La presentadora de televisión Seo Hye Rim (Go Hyun-jung), que es despedida mientras protesta por la injusta muerte de su marido, entra en la política por una propuesta de Kang Tae San (Cha In Pyo), un miembro del partido gobernante y fuerte candidato para las próximas elecciones presidenciales, que pretende llevarla a la asamblea nacional. Con el paso del tiempo y la ayuda de Ha Do Ya (Kwon Sang Woo), quien la conoce desde la infancia, Hye Rim se convierte en la primera mujer presidente de Corea, pero logra imponerse a la presión política y amenazas de un potencial juicio político por parte de su ahora rival Tae San y sus aliados quienes tratan de sabotear su mandato.

## Reparto

### Personajes principales
- Go Hyun-jung como Seo Hye Rim.
- Kwon Sang Woo como Ha Do Ya.
- Cha In Pyo como Kang Tae San.
- Lee Soo Kyung como Jang Se Jin.

### Personajes secundarios
- Lee Soon-jae como Baek Sung-min.
- Park Geun Hyung como Jo Bae Ho.
- Im Hyun Sik como Ha Bong Do.
- Song Ok Sook como Sta. Min.
- Lee Jae Yong como Gong Sung Jo.
- Yoon Joo Sang como Min Dong Ho.
- Shin Seung-hwan como Kim Chul Gyu.[3]
- Lee Moon Soo como Kim Tae Bong.
- Kim Jin Ho como Kim Hyun Gab.
- Park Ji Il como Jefe de gabinete.
- Kim Il Woo como Oh Jae Bong.
- Yum Dong Hyun como Seo Soon Jae.
- Lee Joo Shil como Yoon Myung Ja.
- Ahn Suk Hwan como Son Bon Shik.
- Choi Il Hwa como Kim Myung Hwan.
- Kim Jae Bin como Park Dong Hwa.
- Seo Ji Young como Kim Ji Soo.
- Jang Young-nam como Wang Joong Ki.
- Kwon Tae Won como Yoon Myung Sun'.
- Goo Ji Sung como Park Mi Young.

### Otros personajes
- Bang Gil Seung como Hwang Jae Man.
- Kwon Sung Hyung como Presentador.
- Kim Tae-woo como Park Min Goo.
- Kim Joon-ho como Asesino.
- Choi Dae Sung.
- Lee Dong Yeop.
- Song Ji Heon.
- Park Ji Yoon.
- Seo Yoon Suk.
- Kim Yoon Tae.
- Sung In Ja.
- Park Hae-joon como un reportero.
- Rainbow.

## Recepción

### Audiencia
En Azul la audiencia más baja y en rojo la más alta, correspondientes a las empresas medidoras TNms y AGB Nielsen.
| Ep. # | Fecha de estreno        | Share        | Share        | Share       | Share       |
| Ep. # | Fecha de estreno        | TNmS Ratings | TNmS Ratings | AGB Nielsen | AGB Nielsen |
| Ep. # | Fecha de estreno        | Nacional     | Seúl         | Nacional    | Seúl        |
| ----- | ----------------------- | ------------ | ------------ | ----------- | ----------- |
| 1     | 6 de octubre de 2010    | 17.4 %       | 17.8 %       | 18.0 %      | 20.2 %      |
| 2     | 6 de octubre de 2010    | 21.2 %       | 21.4 %       | 21.5 %      | 23.2 %      |
| 3     | 13 de octubre de 2010   | 23.0 %       | 22.2 %       | 26.4 %      | 27.1 %      |
| 4     | 14 de octubre de 2010   | 23.4 %       | 22.7 %       | 26.1 %      | 27.2 %      |
| 5     | 20 de octubre de 2010   | 24.7 %       | 23.3 %       | 27.4 %      | 28.5 %      |
| 6     | 21 de octubre de 2010   | 26.0 %       | 25.9 %       | 28.3 %      | 30.3 %      |
| 7     | 27 de octubre de 2010   | 25.0 %       | 23.9 %       | 25.5 %      | 25.4 %      |
| 8     | 28 de octubre de 2010   | 26.0 %       | 25.4 %       | 27.3 %      | 27.8 %      |
| 9     | 3 de noviembre de 2010  | 24.4 %       | 23.3 %       | 24.5 %      | 25.9 %      |
| 10    | 4 de noviembre de 2010  | 24.3 %       | 24.1 %       | 25.9 %      | 26.1 %      |
| 11    | 10 de noviembre de 2010 | 23.9 %       | 23.1 %       | 25.9 %      | 27.5 %      |
| 12    | 11 de noviembre de 2010 | 24.8 %       | 24.2 %       | 26.5 %      | 27.8 %      |
| 13    | 17 de noviembre de 2010 | 24.2 %       | 22.9 %       | 25.0 %      | 25.4 %      |
| 14    | 18 de noviembre de 2010 | 25.1 %       | 25.1 %       | 26.2 %      | 26.9 %      |
| 15    | 24 de noviembre de 2010 | 23.8 %       | 22.9 %       | 25.7 %      | 26.6 %      |
| 16    | 25 de noviembre de 2010 | 27.5 %       | 27.0 %       | 28.1 %      | 29.0 %      |
| 17    | 1 de diciembre de 2010  | 23.7 %       | 22.4 %       | 25.2 %      | 25.8 %      |
| 18    | 2 de diciembre de 2010  | 25.0 %       | 24.4 %       | 25.3 %      | 25.5 %      |
| 19    | 8 de diciembre de 2010  | 24.2 %       | 23.3 %       | 25.8 %      | 26.4 %      |
| 20    | 9 de diciembre de 2010  | 25.8 %       | 25.3 %       | 27.7 %      | 27.6 %      |
| 21    | 15 de diciembre de 2010 | 25.2 %       | 24.6 %       | 25.7 %      | 26.8 %      |
| 22    | 16 de diciembre de 2010 | 27.0 %       | 26.2 %       | 26.7 %      | 25.8 %      |
| 23    | 22 de diciembre de 2010 | 24.0 %       | 23.3 %       | 24.6 %      | 25.3 %      |
| 24    | 23 de diciembre de 2010 | 25.8 %       | 25.1 %       | 27.8 %      | 28.7 %      |

## Emisión internacional
- Filipinas: GMA Network (2011).
- Hong Kong: TVB Drama (2011) y HD Jade (2012).
- Indonesia: LBS TV (2013).
- Japón: DATV (2011), Fuji TV One (2011), BS Fuji (2011).
- Tailandia: Channel 9 (2011).
- Taiwán: EBC (2012), Elta Drama (2012) y Drama Channel (2016).